# Nate McBride
Nathan „Nate“ McBride (* 5. Mai 1971 in Spruce Pine/North Carolina) ist ein US-amerikanischer Jazzbassist.

## Leben und Wirken
McBride wuchs in Seattle auf und besuchte ab 1990 ein College in Boston, wo er Englisch und Musik studierte. Dort erhielt er Unterricht bei Cecil McBee und Donald Palma und trat mit Jazzbands der Region auf. In verschiedenen Formationen arbeitete er u. a. mit dem Schlagzeuger Curt Newton, dem Gitarristen Joe Morris, dem Pianisten Pandelis Karayorgis und dem Saxophonisten Ken Vandermark zusammen.
Seit Anfang der 2000er Jahre leitete und organisierte McBride in Boston die Konzertreihe Modern Improvised Music. 2005 zog er nach Chicago, wo er mit Dave Rempis und Jason Adasiewicz das Trio Wheelhouse bildete. Er leitet ein eigenes Quartett und war Mitglied des Pandelis Karayorgis Trio, der Gruppe mi3, Tripleplay, Spaceways Incorporated, FME und Bridge 61. Als Sideman arbeitete er u. a. mit Mat Maneri, Joe McPhee, Paal Nilssen-Love, Jim Hobbs, Charlie Kohlhase, Allan Chase, Satoko Fujii, James Rohr und Hamid Drake zusammen. Zu hören ist er auch auf Dennis González’ Album No Photograph Available (2006). 2021 legte er die Solo-EP Dano EP One vor.

## Diskographie (Auswahl)
- Karayorgis/McBride/Newton: Betwixt
- mi3: Free Advice
- Pandelis Karayorgis Trio: Carameluia
- Guillermo Gregorio/Karayorgis/McBride: Chicago Approach
- mi3: We Will Make A Home For You
- Vandermark: Spaceways Incorporated
- Vandermark: Tripleplay
- FME: Underground (2004), mit Ken vandermark, Paal Nilssen-Love
- Joe Morris Trio: Antennae
- Karayorgis/McBride: Let It
- Joe Morris Quartet: You Be Me
- Joe Morris Trio: Symbolic Gesture
- Joe Morris/Jim Hobbs/Steve Norton: Racket Club
- Barrage Double Trio und Ken Vandermark: Utility Hitter
- Cornelius Claudio Kreusch Trio und Marvin Smitty Smith: The Vision
- James Rohr: Riot Trio
- Karayorgis Quartet: Lines
- Pandelis Karayorgis Trio: Blood Ballad
- Vandermark/Karayorgis/McBride: No Such Thing
- Pandelis Karayorgis Trio: Heart And Sack
- Wheelhouse : Dave Rempis - Jason Adasiewicz - Nate McBride: Boss of the Plains (2013)
- Joe Morris, Jeb Bishop, Nathan McBride: Tells or Terrier (2023)
- Jorrit Dijkstra’s PorchBone: PorchBone (2024)
- Wheelhouse: House and Home (2025), Dave Rempis, Jason Adasiewicz / McBride